# Muhunguzi
Muhunguzi är ett vattendrag i Burundi. Det ligger i den västra delen av landet, 13 km nordost om huvudstaden Bujumbura.
Omgivningarna runt Muhunguzi är en mosaik av jordbruksmark och naturlig växtlighet. Runt Muhunguzi är det tätbefolkat, med 297 invånare per kvadratkilometer.